# Jaraguá do Sul
Jaraguá do Sul là một đô thị thuộc bang Santa Catarina, Brasil. Đô thị này có diện tích 532,59 km², dân số năm 2007 là 130060 người, mật độ 244,04 người/km².
Thành phố được thành lập vào ngày 25 tháng 7 năm 1876 bởi kỹ sư và đại tá Emilio Carlos Jourdan và gia đình ông. Thành phố được ban đầu được đặt tên là Jaragua, nhưng sau đó được đổi tên thành Jaragua do Sul do một thành phố khác trong bang Goiás đã được đặt tên Jaraguá.
Thành phố Campo Alegre và São Bento do Sul ở phía bắc; Blumenau, Massaranduba, Pomerode và Rio dos Cedros về phía nam; Guaramirim, Joinville và Schroeder ở phía đông và Corupá ở phía tây.
Sông Itapocu là sông quan trọng nhất của Jaragua do Sul, băng qua thành phố, với các sông Jaragua và sông Itapocuzinho sông nhánh chính của nó.
Khí hậu được xem là ôn đới, với nhiệt độ trung bình hàng năm khoảng 21 °C. Trong mùa hè nhiệt độ thường vượt quá 35 độ C, mặc dù họ có thể lên đến 40 °C trong một vài ngày. Mùa đông tương đối lạnh cho các tiêu chuẩn của Brasil, với nhiệt độ tối thiểu trung bình khoảng 12 °C trong những tháng của tháng 6 và tháng 7. Sương giá xảy ra hầu như mỗi mùa đông. Nhiệt độ 0 độ là hiếm, và mốc đó đã đạt được gần đây nhất là vào ngày 14 tháng 7 năm 2000. Nhiệt độ thấp nhất xảy ra vào ngày 19 tháng 7 năm 1975, khi nhiệt kế ghi -2 °C. Nhiệt độ cao nhất từng được ghi nhận là 42,5 °C vào ngày 3 tháng 1 năm 1973.
Kinh tế địa phương chủ yếu dựa vào các ngành công nghiệp luyện kim và quần áo. Thành phố là nguồn gốc cho một số công ty trên toàn thế giới, như WEG (điện động cơ và điện tử công nghiệp), Marisol (quần áo), Duas Rodas (gia vị), Malwee (quần áo), Menegotti (thiết bị xây dựng) và nhiều công ty khác. Thành phố này là nền kinh tế lớn thứ ba của bang.